# Teatro Municipal de Faro
O Teatro Municipal de Faro é uma super-estrutura, englobando vários espaços destinados à apresentação pública de espectáculos, gerida pela Câmara Municipal de Faro.

Integram esta organização o Teatro das Figuras, o Teatro Lethes e o Solar do Capitão Mor.

## História
A construção do Teatro esteve incluída no conjunto de iniciativas integradas na Capital Europeia da Cultura de 2005.

O projecto é de Gonçalo Byrne, um dos arquitectos com maior prestígio. Foi iniciado em 2000, sendo a construção da obra eficaz e rápida. Com a construção em andamento foi decidido a intervenção no edifício do Solar do Capitão Mor.

## Ligação exterior
Site oficial do Teatro Municipal de Faro

## Fonte
- Fernandes, José Manuel. Janeiro, Ana. Arquitectura no Algarve - Dos Primórdios à Actualidade, Uma Leitura de Síntese. Edição da CCDRAlg (Comissão de Coordenação e Desenvolvimento Regional do Algarve) e Edições Afrontamento, 2005.